# Golobinjek (gmina Mirna Peč)
Golobinjek – wieś w Słowenii, w gminie Mirna Peč. W 2018 roku liczyła 113 mieszkańców.